# Подлехник (община)
Община Подлехник (словен. Občina Podlehnik) — одна з общин Словенії. Адміністративним центром є місто Подлехник.
Через общину проходить дорога міжнародного перетину кордону (в Хорватію). Пагорби общини сприятливі для виноробства

## Населення
У 2011 році в общині проживало 1876 осіб, 942 чоловіків і 934 жінок. Чисельність економічно активного населення (за місцем проживання), 805 осіб. Середня щомісячна чиста заробітна плата одного працівника (EUR), 964,22 (в середньому по Словенії 987.39). Приблизно кожен другий житель у громаді має автомобіль (51 автомобілі на 100 жителів). Середній вік жителів склав 42,1 роки (в середньому по Словенії 41.8). 